# Новокотово
Новокотово — деревня в Молоковском районе Тверской области. Относится к Обросовскому сельскому поселению.

## География
Деревня находится на берегу реки Могоча в 5 км на северо-восток от центра поселения деревни Обросово и в 15 км на юго-запад от районного центра посёлка Молоково. В 1,5 км на юг от деревни находится Погост Котово.

## История
В 1809 году на погосте Котово была построена каменная Вознесенская церковь с 3 престолами.
В конце XIX — начале XX века погост Котово и деревня Новокотово входили в состав Яковлевской волости Бежецкого уезда Тверской губернии. 
С 1929 года деревня Новокотово являлась центром Новокотовского сельсовета Молоковского района Бежецкого округа Московской области, с 1935 года — в составе Калининской области, с 2005 года — в составе Обросовского сельского поселения.

## Население
| 2008 | 2010 |
| ---- | ---- |
| 20   | ↘18  |

## Достопримечательности
На погосте близ деревни расположена действующая Церковь Вознесения Господня (1809).